# 宝塚市立宝塚第一小学校
宝塚市立宝塚第一小学校（たからづかしりつ たからづかだいいちしょうがっこう）は、兵庫県宝塚市野上1丁目3番35号にある公立小学校。2017年（平成29年）現在の児童数は1108名となっている。

## 沿革
- 1936年 - 開校、名称「良元村立宝塚第一尋常小学校」。
- 1961年 - 宝塚市立宝梅中学校が開校。卒業後は宝塚市立宝塚第一中学校と宝塚市立宝梅中学校へ進学していた。
- 1968年 - 宝塚市立西山小学校と分離。
- 1977年 - 宝塚市立末広小学校と分離。
- 1988年 - 宝塚市立光ガ丘中学校が開校。卒業後は宝塚市立宝梅中学校と宝塚市立光ガ丘中学校へ進学する。
- 2006年 - プレハブ校舎が完成。

## 校区
- 大字伊孑志 梅野町 中州1・2丁目 野上1・2丁目 武庫山1・2丁目 南口1・2丁目 月見山1・2丁目 紅葉ガ丘 長寿ガ丘 湯本町 逆瀬川2丁目 宝梅1丁目 寿楽荘 宝松苑 社町(1～3番、4番7・8・104号)

## 卒業後の進路
原則として宝塚市立宝梅中学校か、宝塚市立光ガ丘中学校に進学するが、国立・私立中学校に進学する者もいる。

## 著名な卒業生
- 小正裕佳子 - 元NHKアナウンサー。2003年ミス東大。現在、獨協医科大学助教。1996年卒業。
- 外池徹 - 元アメリカンファミリー生命保険社長、カリフォルニア大学バークレー校MBA
- 山守文雄 - テレビプロデューサー、作家、漫画原作者

## 通学区域が隣接している学校
- 宝塚市立逆瀬台小学校
- 宝塚市立西山小学校
- 宝塚市立良元小学校
- 宝塚市立末広小学校
- 宝塚市立美座小学校
- 宝塚市立宝塚小学校
- 西宮市立生瀬小学校